# Celatoblatta quinquemaculata
Celatoblatta quinquemaculata är en kackerlacksart som beskrevs av Johns 1966. Celatoblatta quinquemaculata ingår i släktet Celatoblatta och familjen storkackerlackor. Inga underarter finns listade i Catalogue of Life.